# Aurélie Tible
Aurélie Tible (* 1980) ist eine ehemalige französische Snowboarderin.

## Werdegang
Tible nahm im Dezember 1995 in Sestriere erstmals am Snowboard-Weltcup der FIS teil und errang dabei den 15. Platz im Parallelslalom. In der Saison 1996/97 belegte sie bei den Snowboard-Weltmeisterschaften 1997 in Innichen den 19. Platz im Parallelslalom, den 12. Rang im Slalom sowie den fünften Platz im Snowboardcross und bei den Juniorenweltmeisterschaften 1997 in Corno alle Scale den achten Platz im Riesenslalom. Im folgenden Jahr wurde sie bei den Juniorenweltmeisterschaften in Chamrousse Fünfte im Riesenslalom. In der Saison 1998/99 kam sie mit zwei Top-Zehn-Platzierungen auf den sechsten Platz im Snowboardcross-Weltcup. Zudem belegte sie bei den Snowboard-Weltmeisterschaften 1999 in Berchtesgaden den 28. Rang im Snowboardcross und bei den Juniorenweltmeisterschaften 1999 auf der Seiser Alm den 13. Rang im Parallel-Riesenslalom. In der folgenden Saison kam sie im Weltcup dreimal unter die ersten Zehn. Dabei erreichte sie mit Platz drei im Snowboardcross in Ischgl ihre einzige Podestplatzierung im Weltcup und zum Saisonende den neunten Platz im Snowboardcross-Weltcup. Bei den Juniorenweltmeisterschaften 2000 in Berchtesgaden wurde sie Neunte im Parallel-Riesenslalom und Sechste im Parallelslalom. Ihren 55. und damit letzten Weltcup absolvierte sie im Januar 2001 am Kronplatz, welchen sie auf dem siebten Platz im Snowboardcross beendete.

## Weltcup-Gesamtplatzierungen
| Saison    | Gesamt | Gesamt | Snowboardcross | Snowboardcross | Parallel | Parallel |
| Saison    | Punkte | Platz  | Punkte         | Platz          | Punkte   | Platz    |
| --------- | ------ | ------ | -------------- | -------------- | -------- | -------- |
| 1995/96   | 38     | 44.    | -              | -              | -        | -        |
| 1996/97   | 35     | 117.   | -              | -              | -        | -        |
| 1998/99   | 378    | 29.    | 1050           | 6.             | -        | -        |
| 1999/2000 | 336    | 27.    | 2780           | 9.             | 97       | 50.      |
| 2000/01   | 140    | 65.    | 990            | 20.            | -        | -        |